# 질 데넷
질 데넷(Jill Dennett, 1913년 5월 26일 ~ 1941년)은 미국의 배우, 가수, 댄서, 영화배우이다.

## 영화
- 브로드웨이 세레나데 (1939년)
- 히트 라이트닝 (1934년) - 걸 위드 블랙 뱅스 역
- 메리 위도우 (1934년)
- 투 세컨드 (1932년) - 타트 역